# Liste des épisodes de Blood+
Cet article présente la liste des épisodes de la série télévisée d'animation japonaise Blood+.

## Saison 1

### Arc d'Okinawa
L'Arc d'Okinawa va des épisodes 1 à 7.
| No | Titre français               | Titre japonais   | Titre japonais       | Date de 1re diffusion |
| No | Titre français               | Kanji            | Rōmaji               | Date de 1re diffusion |
| --- | ---------------------------- | ---------------- | -------------------- | --------------------- |
| 01 | Premier baiser               | ファーストキス   | Fāsuto Kisu          | 8 octobre 2005        |
| Saya vit une vie normale de lycéenne sous la garde de sa famille adoptive, bien qu'elle ne possède aucun souvenir de plus d'un an.                                                                                                |                              |                  |                      |                       |
| 02 | Mot magique                  | 魔法の言葉       | Mahō no Kotoba       | 15 octobre 2005       |
| La vie de Saya a été bouleversée depuis sa rencontre avec un chiroptère. |                              |                  |                      |                       |
| 03 | L'endroit où tout a commencé | はじまりの場所   | Hajimari no Basho    | 22 octobre 2005       |
| David a donné à George une date butoir pour rendre Saya à Red Shield. George emmène Saya à son caveau familial pour lui montrer ce qui lui est arrivé il y a un an.                                                               |                              |                  |                      |                       |
| 04 | Un dangereux garçon          | あぶない少年     | Abunai Shōnen        | 29 octobre 2005       |
| George est attaqué par le second chiroptère et est sévèrement blessé. Kai s'enfuit avec le pistolet de son père pour traquer le monstre.                                                                                          |                              |                  |                      |                       |
| 05 | Vers la Sombre Forêt         | 暗い森の向こうへ | Kurai Mori no Mukō e | 5 novembre 2005       |
| George a secrètement été transféré dans une base cachée à Yanbaru, au nord d'Okinawa, sous le contrôle des forces américaines d'Okinawa.                                                                                          |                              |                  |                      |                       |
| 06 | Les mains de mon Père        | お父さんの手     | Otōsan no Te         | 12 novembre 2005      |
| David, Saya et Haji infiltrent la base de Yanbaru pour sauver George. Pendant ce temps, le commandant des forces américaines d'Okinawa a autorisé un bombardement chirurgical de Yanbaru pour éliminer toute preuve incriminante. |                              |                  |                      |                       |
| 07 | Ce que je dois faire         | 私がやらなきゃ   | Watashi ga Yaranakya | 19 novembre 2005      |
| Les enfants Miyagusuku sont encore sous le choc de la mort de leur père. |                              |                  |                      |                       |

### Arc du Viêt Nam
L'Arc du Viêt Nam va des épisodes 8 à 13.
| No | Titre français                 | Titre japonais                 | Titre japonais            | Date de 1re diffusion |
| No | Titre français                 | Kanji                          | Rōmaji                    | Date de 1re diffusion |
| --- | ------------------------------ | ------------------------------ | ------------------------- | --------------------- |
| 08 | Le fantôme de l'école          | ファントム・オブ・ザ・スクール | Fantomu Obu Za Sukūru     | 26 novembre 2005      |
| Saya doit infiltrer un pensionnat Vietnamien. |                                |                                |                           |                       |
| 09 | Un arc-en-ciel pour tous       | それぞれの虹                   | Sorezore no Niji          | 3 décembre 2005       |
| Laissé derrière par David, Kai et Riku recherchent Saya dans Hanoi. |                                |                                |                           |                       |
| 10 | Je veux te rencontrer          | あなたに会いたい               | Anata ni Aitai            | 10 décembre 2005      |
| Un étrange homme masqué appelé le fantôme s'intéresse à Saya. |                                |                                |                           |                       |
| 11 | Après la danse                 | ダンスのあとで                 | Dansu no Ato de           | 17 décembre 2005      |
| David et Julia profitent de l'opportunité fournie par le bal annuel du pensionnat pour rechercher le mystérieux conteneur connecté aux évènements du Viêt Nam il y a 30 ans. |                                |                                |                           |                       |
| 12 | Attiré par le brouillard blanc | 白い霧にさそわれて             | Shiroi Kiri ni Sasowarete | 24 décembre 2005      |
| Red Shield a traqué le conteneur jusqu'à une ferme de recherche secrète au sein de la jungle du Viêt Nam.                                                                    |                                |                                |                           |                       |
| 13 | Le paradis de la jungle        | ジャングル・パラダイス         | Janguru Paradaisu         | 7 janvier 2006        |
| Sous la mystérieuse influence de Diva, Saya commence à attaquer ses amis et ses ennemis comme il y a 30 ans.                                                                 |                                |                                |                           |                       |

## Saison 2

### Arc d'Okinawa - 2
L'Arc d'Okinawa va des épisodes 14 à 15
| No | Titre français      | Titre japonais  | Titre japonais     | Date de 1re diffusion |
| No | Titre français      | Kanji           | Rōmaji             | Date de 1re diffusion |
| --- | ------------------- | --------------- | ------------------ | --------------------- |
| 14 | Le dernier dimanche | さいごの日曜日  | Saigo no Nichiyōbi | 14 janvier 2006       |
| La famille Miyagusuku revient à Okinawa pour dire aurevoir à leurs amis. |                     |                 |                    |                       |
| 15 | Je te poursuivrai ! | おいかけたいの! | Oikaketai no!      | 21 janvier 2006       |
| Depuis son retour du Viêt Nam, le journaliste Akihiro Okamura devient de plus en plus obsédé par les évènements entourant la lycéenne appelé Saya et de la rencontre de son père avec des chiroptères près de la frontière du Laos il y a 30 ans. La façon dont le journaliste prouve que les indices convergent vers Saya est effrayante. Mao et Okamura décident de faire équipe pour retrouver Saya. |                     |                 |                    |                       |

### Arc de Russie
L'Arc de Russie va des épisodes 16 à 19
| No | Titre français                | Titre japonais         | Titre japonais          | Date de 1re diffusion |
| No | Titre français                | Kanji                  | Rōmaji                  | Date de 1re diffusion |
| --- | ----------------------------- | ---------------------- | ----------------------- | --------------------- |
| 16 | Siberian Express              | シベリアンエクスプレス | Shiberian Ekusupuresu   | 28 janvier 2006       |
| David, Saya et les autres entrent dans le port Russe de Vladivostok pour prendre l'express Transsibérien allant à Iekaterinbourg, où un scientifique clef dans les recherches sur les chiroptères a été aperçu pour la dernière fois. Deux chiroptères sortent de nulle part à bord du train. |                               |                        |                         |                       |
| 17 | Te rappelles-tu ta promesse ? | 約束おぼえてる？       | Yakusoku Oboeteru?      | 4 février 2006        |
| Haji, Saya et Riku sont séparés du groupe après l'attaque des chiroptères. Saya revit dans un rêve sa vie passée avec Haji dans la Russie de 1920, chassant Raspoutine, Anastasia et Diva. |                               |                        |                         |                       |
| 18 | La lune de Iekaterinbourg     | エカテリンブルグの月   | Ekaterinburugu no Tsuki | 11 février 2006       |
| La recherche d'un scientifique de Delta 67 conduit David, Lewis et Kai à une installation nucléaire abandonnée dans Sverdlovsk-51. Haji, Saya et Riku ont atteint Tyumen et rejoignent Iekaterinbourg par train.                                                                              |                               |                        |                         |                       |
| 19 | Cœur brisé                    | 折れたココロ           | Oreta Kokoro            | 18 février 2006       |
| Saya, Riku et Haji arrivent à Iekaterinbourg pour rencontrer David. Riku tombe soudainement malade. Liza questionne Saya sur sa véritable intention de combattre les chiroptères. |                               |                        |                         |                       |

### Arc de France
L'Arc de France va des épisodes 20 à 32.
| No | Titre français      | Titre japonais       | Titre japonais       | Date de 1re diffusion |
| No | Titre français      | Kanji                | Rōmaji               | Date de 1re diffusion |
| --- | ------------------- | -------------------- | -------------------- | --------------------- |
| 20 | Chevalier           | シュヴァリエ         | Shuvarie             | 25 février 2006       |
| David et les autres arrivent au QG de Red Shield. Kai découvre une vérité déplaisante dans le journal de Joël. En France, Amshel, Solomon, James et Nathan décident du sort de Saya.               |                     |                      |                      |                       |
| 21 | Aigre Raisin        | すっぱいぶどう       | Suppai Budō          | 4 mars 2006           |
| Okamura et Mao recherchent des indices sur le vintage 67 du Château Duel. Saya et Haji sont soudainement pris en chasse par un groupe de chiroptères encapuchonnés, connus sous le nom de Schiffs. |                     |                      |                      |                       |
| 22 | Le zoo              | 動物園               | Dōbutsuen            | 11 mars 2006          |
| Saya visite les ruines du domaine de Joel que l'on appelait le "Zoo". Elle se remémore sa première rencontre avec Haji ici dans sa vie précédente.                                                 |                     |                      |                      |                       |
| 23 | Les deux chevaliers | ふたりのシュヴァリエ | Futari no Shuvarie   | 18 mars 2006          |
| David et les autres arrivent au "Zoo". Solomon confronte Saya avec sa version de l'histoire et essaie de la convaincre de les rejoindre.                                                           |                     |                      |                      |                       |
| 24 | Un chant doux       | 軽やかなる歌声       | Karoyaka Naru Utagoe | 25 mars 2006          |
| Saya affronte Diva après que Riku a été attiré dans la tour par le chant de Diva. |                     |                      |                      |                       |
| 25 | Red Shield          | 赤い盾               | Akai Tate            | 1er avril 2006        |
| Okamura et Mao arrivent au "Zoo" seulement pour trouver une épée brisée abandonnée. Saya retourne au QG de Red Shield avec Riku blessé.                                                            |                     |                      |                      |                       |

## Saison 3
| No | Titre français         | Titre japonais         | Titre japonais        | Date de 1re diffusion |
| No | Titre français         | Kanji                  | Rōmaji                | Date de 1re diffusion |
| --- | ---------------------- | ---------------------- | --------------------- | --------------------- |
| 26 | Ceux qui servents Saya | サヤに従うもの         | Saya ni Shitagau Mono | 8 avril 2006          |
| Les yeux de Riku sont désormais ouverts et il s'interroge sur ses nouvelles capacités, notamment pourquoi il pense constamment à Saya et sa soif irrépressible. |                        |                        |                       |                       |
| 27 | Paris, je t'aime       | パリ・ジュテーム       | Pari Jutēmu           | 15 avril 2006         |
| Dans Paris, une Irène affaiblie trouve de l'aide auprès de Kai. |                        |                        |                       |                       |
| 28 | Une existence limitée  | 限りあるもの           | Kagiri Aru Mono       | 22 avril 2006         |
| Pendant que Red Shield se prépare pour une autre attaque des Schiffs, Okamura et Mao apparaissent soudainement. |                        |                        |                       |                       |
| 29 | Un sang maudit         | 呪われた血             | Norowareta Chi        | 29 avril 2006         |
| Saya accepte de partager son sang avec Irène. Après avoir bu son sang, le corps d'Irène commence à cristalliser. |                        |                        |                       |                       |
| 30 | Le journal de Joël     | ジョエルの日記         | Joeru no Nikki        | 6 mai 2006            |
| Saya visite la chambre de Joel au QG de Red Shield et découvre ses origines et celles de Diva, ainsi que la tragédie de 1972 au Viêtnam. |                        |                        |                       |                       |
| 31 | Bouclier brisé         | 壊れゆく盾             | Koware Yuku Tate      | 13 mai 2006           |
| Solomon informe David des plans des chevaliers pour attaquer le QG de Red Shield. |                        |                        |                       |                       |
| 32 | Boy Meets Girl         | ボーイ・ミーツ・ガール | Bōi Mītsu Gāru        | 20 mai 2006           |
| Le QG de Red Shield est attaqué par Diva et Carl. Les membres de Red Shield tombent les uns après les autres. Saya combat Carl. Pendant que Kai est sur le point de s'échapper avec David et les autres, le chevalier bloque la sortie. Joel décide de couler le bateau de Red Shield. |                        |                        |                       |                       |

### Arc des Royaumes-Unis
L'Arc des Royaumes-Unis va des épisodes 33 à 39
| No | Titre français                     | Titre japonais       | Titre japonais            | Date de 1re diffusion |
| No | Titre français                     | Kanji                | Rōmaji                    | Date de 1re diffusion |
| --- | ---------------------------------- | -------------------- | ------------------------- | --------------------- |
| 33 | Le Pouvoir de la Foi               | 信じるチカラ         | Shinjiru Chikara          | 27 mai 2006           |
| Cela fait un an que Saya et Haji ont été portés disparus durant l'attaque du QG du Red Shield. Kai s'est échappé à Londres et vit dans un refuge pour orphelins de guerre avec Gray, un ancien militaire et premier instructeur de David. David est diminué depuis l'attaque, tandis que Kai a chassé les chiroptères pendant cette année. L'épisode se termine sur l'apparition de Saya, lorsque Kai et Lewis sont surpassés pendant une bataille contre trois chiroptères. |                                    |                      |                           |                       |
| 34 | Le Monde dans lequel nous sommes   | 俺たちのいる世界     | Oretachi no Iru Sekai     | 3 juin 2006           |
| Saya tue les chiroptères avant de s'évanouir. Une fois rétablie, elle se prépare à partir avec Haji, mais les chiroptères ont suivi sa trace. |                                    |                      |                           |                       |
| 35 | Lendemain sans Espoir              | 希望のない明日       | Kibō no Nai Ashita        | 10 juin 2006          |
| Les Schiffs sont engagés dans un dur combat contre le chevalier James et des hommes masqués. Lulu va chercher l'aide de Saya. |                                    |                      |                           |                       |
| 36 | Sentiments Inégaux                 | すれちがう想い       | Surechigau Omoi           | 17 juin 2006          |
| Diva se prépare pour sa représentation à l'Opéra Royal. Les chevaliers sont en train de tendre un piège à Saya et Haji. David infiltre le centre de recherche des Cinq Flèches et y trouve Julia. |                                    |                      |                           |                       |
| 37 | Jusqu'à devenir fou                | 狂おしいまでに       | Kuruoshii Made ni         | 24 juin 2006          |
| Monique invite Saya à une réception à la maison de Gray. Au même moment, Carl dirige les Corpse Corps sans l'autorisation d'Amshel pour une confrontation avec Saya. |                                    |                      |                           |                       |
| 38 | L'île de la confrontation          | 決戦の島             | Kessen no Shima           | 1er juillet 2006      |
| En suivant le conseil de Solomon et l'intelligence d'Okamura, Saya et les autres partent pour l'île Christina espérant rencontrer Diva là-bas. Ils n'y trouvent que James et les Schiffs produits en série connue sous le nom de Corpse Corps, c'est un piège. |                                    |                      |                           |                       |
| 39 | Les mots magiques, une fois encore | 魔法の言葉をもう一度 | Mahō no Kotoba o Mōichido | 8 juillet 2006        |
| Tandis que la majorité des membres de l'équipe se reposent, Joël et David rencontrent Amshel lors d'une réception. Ce dernier les invite à se revoir à New York. |                                    |                      |                           |                       |

## Saison 4

### Arc des USA
L'Arc des USA va des épisodes 40 à 50
| No | Titre français                                    | Titre japonais       | Titre japonais        | Date de 1re diffusion |
| No | Titre français                                    | Kanji                | Rōmaji                | Date de 1re diffusion |
| --- | ------------------------------------------------- | -------------------- | --------------------- | --------------------- |
| 40 | Les rêves d'un chevalier                          | シュヴァリエの見る夢 | Shuvarie no Miru Yume | 15 juillet 2006       |
| Saya se repose à New York avec Haji et Kai. Solomon explique à Diva qu'il veut vivre avec Saya |                                                   |                      |                       |                       |
| 41 | Là où je dois être                                | 私の居場所           | Watashi no Ibasho     | 22 juillet 2006       |
| Sur ordre d'Amshel, Julia devient le médecin de Diva et découvre que Diva est enceinte de deux futures reines chiroptères. Mao ne sait pas si elle veut rentrer à Okinawa. |                                                   |                      |                       |                       |
| 42 | Le chant qui résonne                              | 響く、歌声           | Hibiku, Utagoe        | 29 juillet 2006       |
| Le chant de Diva transforme des humains en chiroptères lors d'un concert, tandis que Solomon enlève Saya. |                                                   |                      |                       |                       |
| 43 | Cœurs indécis                                     | こころ乱れて         | Kokoro Midarete       | 5 août 2006           |
| Solomon avoue ses sentiments à Saya, puis affronte en combat singulier Haji. |                                                   |                      |                       |                       |
| 44 | Dans la lumière                                   | 光の中に             | Hikari no Naka ni     | 12 août 2006          |
| James fait une proposition à Moses, qui accepte afin de sauver Karman atteint par les thorns. |                                                   |                      |                       |                       |
| 45 | Quand les rayons du soleil transpercent nos mains | 手のひらを太陽に     | Te no Hira o Taiyō ni | 19 août 2006          |
| Moses essaie de tuer Kai après que James lui a menti, cependant Karman lui fait reprendre raison et ils se suicident ensemble, heureux que l'on se souvienne d'eux. |                                                   |                      |                       |                       |
| 46 | Faites qu'il fasse beau demain                    | あした天気になあれ   | Ashita Tenki ni Naare | 26 août 2006          |
| Saya et ses amis comprennent le plan d'Amshel tandis que Solomon affronte Diva, qui a accouché de deux cocons. |                                                   |                      |                       |                       |
| 47 | Au-delà du sang                                   | 全ての血を超えて     | Subete no Chi o Koete | 2 septembre 2006      |
| James affronte Haji, Solomon et Saya qui est de plus en plus proche de son hibernation. |                                                   |                      |                       |                       |
| 48 | L'opéra du gratte-ciel                            | 摩天楼オペラ         | Matenrō Opera         | 9 septembre 2006      |
| Le concert de Diva commence tandis que Saya et ses amis font tout pour empêcher sa retransmission mondiale. |                                                   |                      |                       |                       |
| 49 | Les deux reines                                   | 二人の女王           | Futari no Joō         | 16 septembre 2006     |
| L'affrontement entre les deux reines, tandis que Haji combat et tue Amshel, il vient ensuite voir le combat de Saya et de Diva aux côtés de Nathan. |                                                   |                      |                       |                       |
| 50 | Nankurunaisa                                      | ナンクルナイサ       | Nankurunaisa          | 23 septembre 2006     |
| Saya rompt sa promesse avec Haji comme quoi elle devait mourir après la mort de Diva, elle adopte ses nièces et tue Nathan qui souhaite mourir. Amshel réapparaît et est tué (pour de bon) par Haji, qui feint la mort pendant le bombardement de l'armée censé effacer toute trace. |                                                   |                      |                       |                       |